# Курганський тролейбус
Курганський тролейбус — тролейбусна система Росії що діяла в місті Курган з 24 листопада 1965 по 29 квітня 2015 року. На момент закриття в місті діяло 3 міських маршрута якими курсувало приблизно 20 тролейбусів. У 2000-х роках за один день цим видом транспорту перевозилося понад 70 тисяч курганців.
Станом на жовтень 2010 року ціна проїзду дорівнювала 10 рублів. Проїзд оплачувався кондуктору. Для проїзду були дійсні також проїзні квитки і талони для школярів.

## Історія
24 листопада 1965 року у Кургані була відкрита перша тролейбусна лінія. У той же день на лінію вийшли 4 тролейбуси марки ЗІУ-5, які повезли перших пасажирів за маршрутом «КЗКТ — Хіммаш». Саме з цього часу почалося регулярне тролейбусний рух в Кургані.
До відкриття тролейбусного руху в місті були побудовані дві тягові підстанції потужністю 3600 кВт. Протяжність контактної мережі становила 26,4 км. Тролейбусний парк налічував 10 машин. Рух здійснювався за трьома маршрутами: «КЗКТ — Хіммаш», «КЗКТ — ЕМІ», «КЗКТ — КСМ». У 80-ті роки ХХ століття були введені нові тролейбусні лінії, які зв'язали центр міста з околицями. Так, було пущено рух до комбінату «Синтез», на проспект маршала Голікова, до аеропорту і в селище Рябкова.
З 1992 року тролейбусне депо увійшло до складу Муніципального підприємств міського пасажирського транспорту. Після банкрутства і закриття МПГПТ всі тролейбусні маршрути перейшли під обслуговування ВАТ «РегіонАвтоТранс-Курган».
Після банкрутства і закриття ВАТ «РегіонАвтоТранс-Курган» всі тролейбусні маршрути перейшли під обслуговування ТОВ «Тролейбуси Кургану». У серпні 2009 тролейбусний парк передали МУП «ГЕТ».
Наприкінці квітня 2015 року компанія перевізник була визнана банкротом, і рух тролейбусів остаточно припинився. У наступні декілька місяців всіх працівників було звільнено. У наступні роки вся тролейбусна інфраструктура була демонтована та здана на металобрухт. Більшість рухомого складу також була утилізована, крім 5 найновіших тролейбусів які були продані до одного з російських міст де функціонує тролейбусна мережа.

## Маршрутна мережа

### Закриті[3]
- № 1 Селище Сірєнєвий — зал. Вокзал
- № 2 завод «Хіммаш» — АКО «Синтез»
- № 3 Аеропорт — АКО «Синтез»
- № 4 1-й мікрорайон — зал. Вокзал
- № 5 Селище Сірєнєвий — Аеропорт
- № 5 1-й мікрорайон — Аеропорт
- № 6 1-й мікрорайон — АКО «Синтез» (через ВАТ «Хіммаш»)
- № 7 1-й мікрорайон — селище Сірєнєвий (Година пік з 17.03.10)
- № 8 1-й мікрорайон — завод «Хіммаш»
- № 9 Селище Сірєнєвий — завод «Хіммаш»
- № 10 Аеропорт — завод «Хіммаш»

## Депо
У місті було одне тролейбусне депо, яке знаходилося за адресою вул. Хіммашевська, 4.

## Галерея

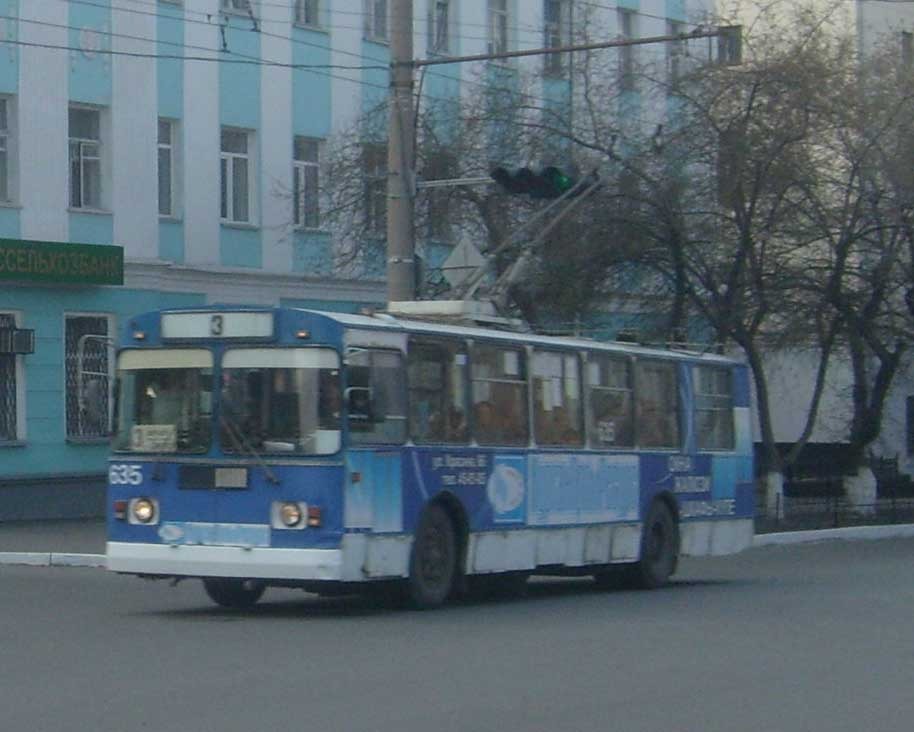
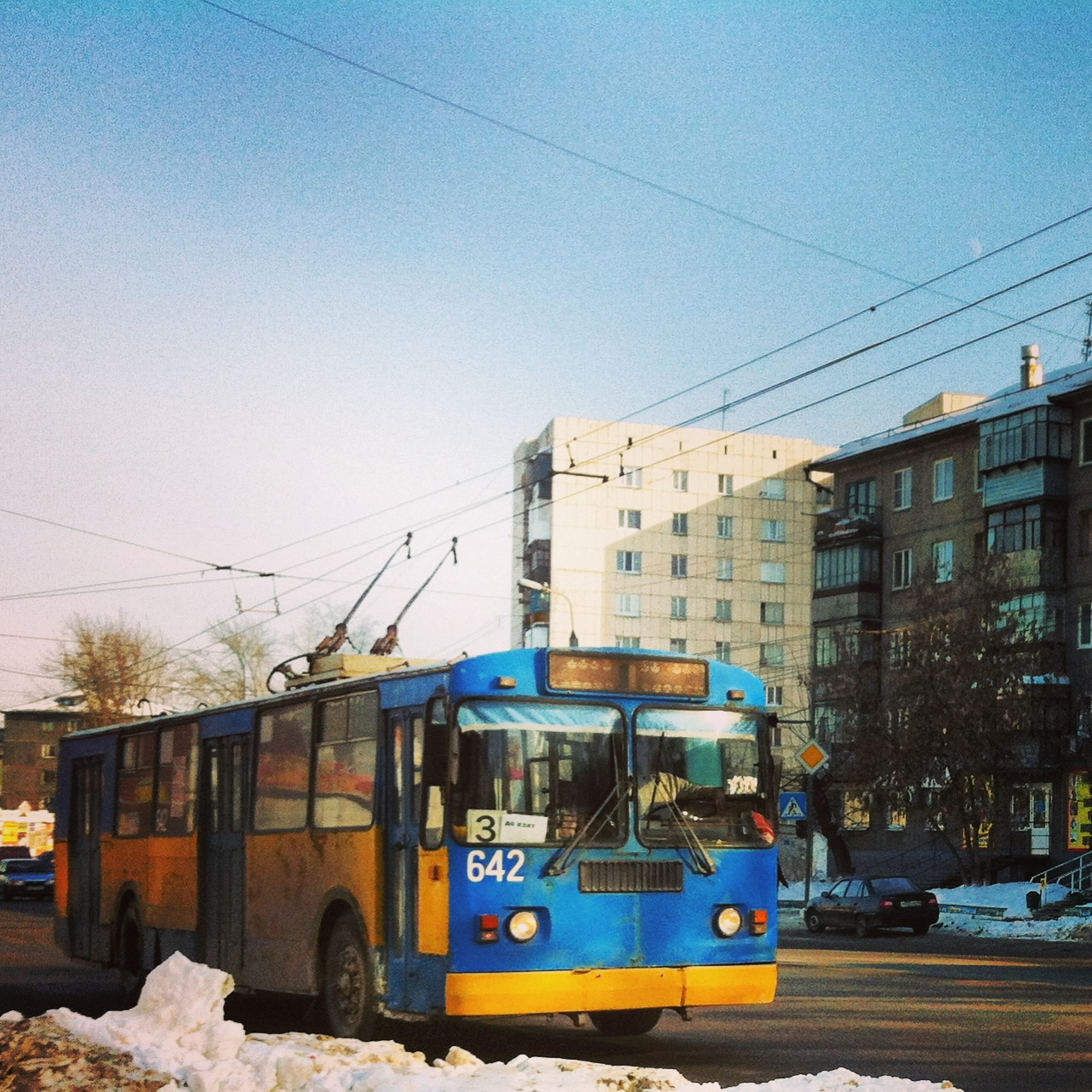
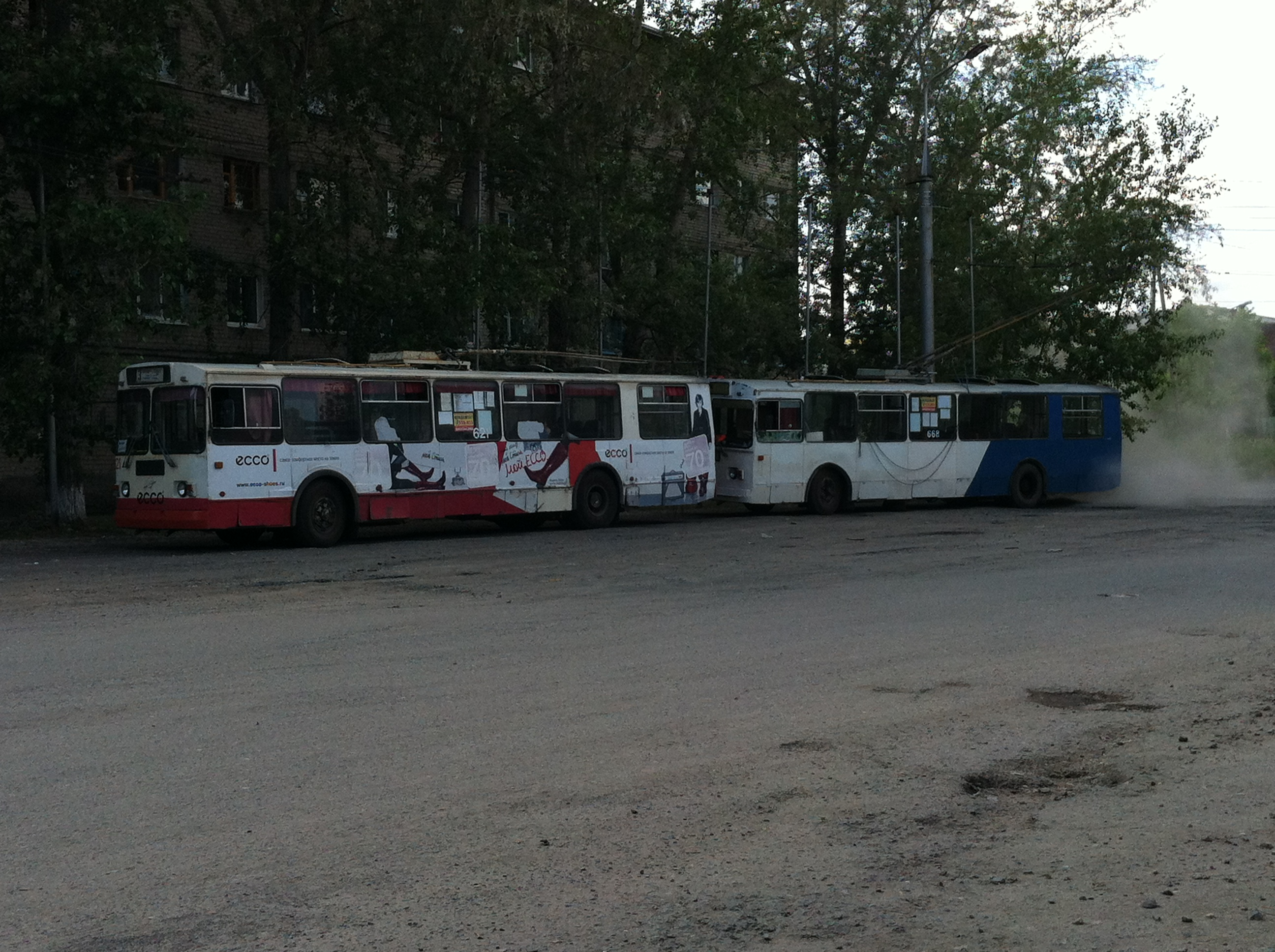
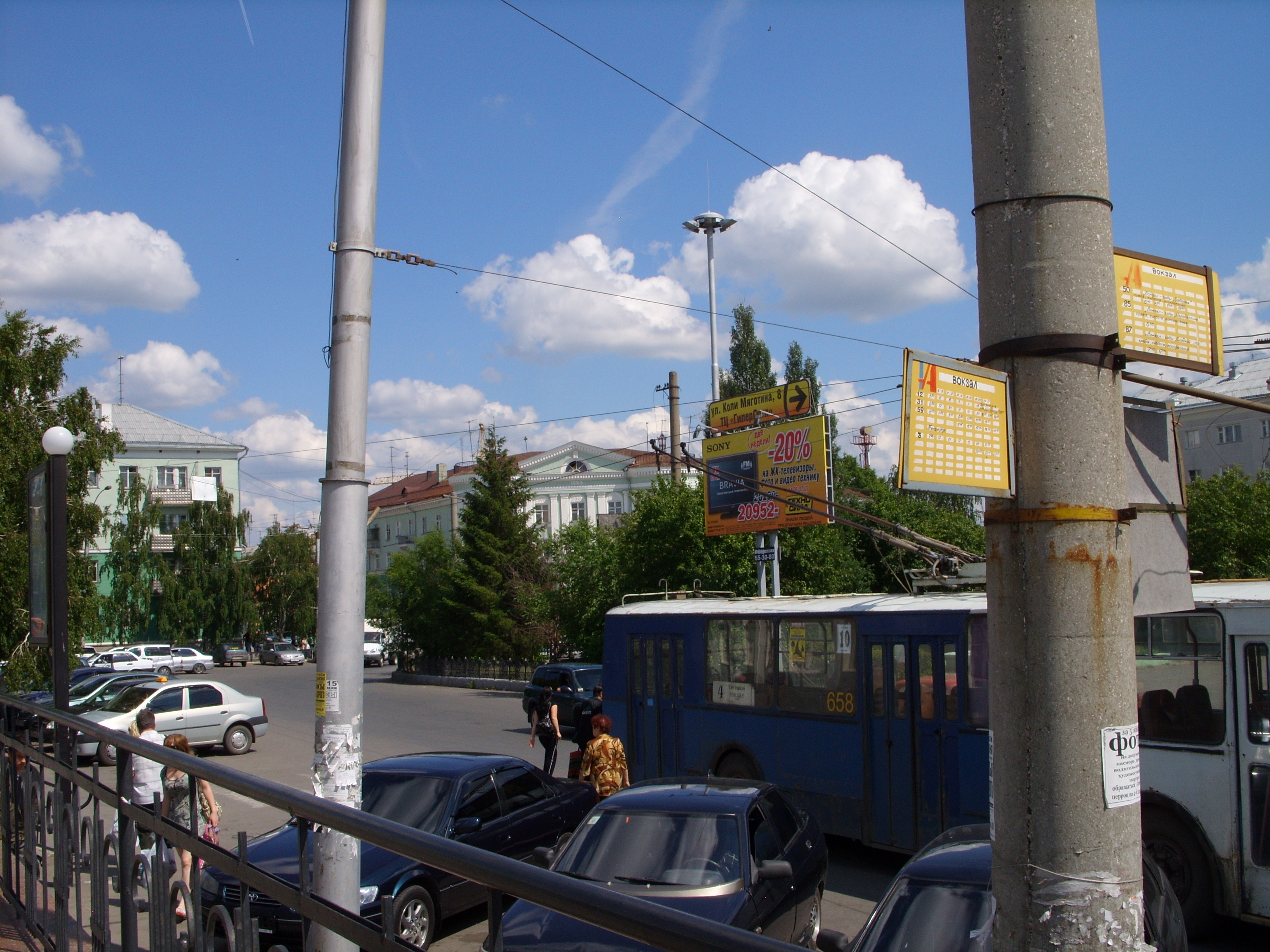

## Рухомий склад
| Марка | Модель       | Кількість тролейбусів |
| ----- | ------------ | --------------------- |
| ЗіУ   | ЗІУ-6205     | 2                     |
| ЗіУ   | ЗІУ-682Г0А   | 22                    |
| ЗіУ   | ЗіУ-682Г-016 | 2                     |
| ЗіУ   | ЗІУ-682В     | 1                     |
| АКСМ  | АКСМ-101А    | 1                     |
| АКСМ  | АКСМ-101М    | 1                     |
| ВМЗ   | ВМЗ-170      | 2                     |
| ВМЗ   | ВМЗ-52981    | 5                     |
| БТЗ   | БТЗ-5276-04  | 1                     |